# Czindery-kastély
A Czindery-kastély, Chernel-kastély vagy Chernel–Czindery-kastély a Somogy vármegyei Ötvöskónyi egyik építészeti értéke. A 68-as főút közelében, attól nyugatra helyezkedik el.

## Leírása
A kastély 1895-ben épült, utolsó tulajdonosa a Novák család volt. A második világháború előtt Matán István kezdeményezésére gyümölcssűrítmény-készítő üzem indult be a kastélyban. 1954-től vagy 1955-től tüdőgyógyintézetet rendeztek be benne, 1987-re felújították, majd a nagyatádi kórház pszichiátriájaként működött. A 21. század elején körülbelül 80 beteget látott el és 15 főnek adott munkát. 2015 augusztusában a pszichiátria kiköltözött a kastélyból, a betegeket Nagyatádra, egy új kórházi épületbe költöztették.
A kastélypark egyik nevezetessége a megye legnagyobb fája, egy több mint 10 méter törzskerületű hárs, amely sajnos elég rossz állapotban van. Szintén a parkban áll egy műemléki védelem alatt álló, barokk stílusú Nepomuki Szent János-szobor is.